# Estadi Municipal de Reus
Estadi Municipal de Reus – stadion piłkarski w Reus, w Hiszpanii. Został wybudowany w latach 1976–1977. Do 1984 roku nosił nazwę „Camp Nou”, następnie do roku 2005 nazywał się „Camp Nou Municipal”, a od 2005 roku jest znany jako „Estadi Municipal de Reus”. Obiekt może pomieścić 4300 widzów. Swoje spotkania rozgrywają na nim piłkarze klubu CF Reus Deportiu, którzy przed otwarciem obiektu grali na stadionie przy ulicy Gaudíego. Obiekt był jedną z aren turnieju piłkarskiego na Igrzyskach Śródziemnomorskich 2018. Rozegrano na nim trzy spotkania fazy grupowej, jeden półfinał oraz finał turnieju.